# Marion Buillet
Marion Buillet, née le 16 août 1990 à Saint-Martin-d'Hères, est une fondeuse française. Elle est spécialiste du sprint.

## Carrière
Marion Buillet pratique d'abord le ski alpin jusqu'à l'âge de onze ans, puis la natation et le ski de fond, sport qui est son choix final.
Membre du club des Saisies, elle dispute son premier championnat international en 2007 à l'occasion du Festival olympique de la jeunesse européenne, terminant au mieux treizième. Entre 2008 et 2010, elle participe aux Championnats du monde junior et son meilleur résultat individuel est 17e du sprint en 2010 à Hinterzarten.
Elle fait ses débuts en Coupe du monde en décembre 2010 au 15 kilomètres libre de La Clusaz. Elle marque ses premiers points lors de sa deuxième course, le sprint libre de Düsseldorf avec une 22e place.
Finalement, son meilleur résultat dans l'élite est une onzième place (demi-finaliste) au sprint libre de Szklarska Poręba en janvier 2014. Ainsi, elle obtient son billet pour les Jeux olympiques d'hiver de 2014, à Sotchi, échouant en qualification du sprint libre avec le 36e temps.
Elle rétrograde au niveau inférieur lors des saisons suivantes, dans la Coupe OPA, où elle gagne une manche en mars 2015 à Chamonix (10 kilomètres libre). Elle devient aussi double championne de France de sprint en 2015 et 2017.
Étudiant la biologie à l'université Joseph-Fourier, Buillet gagne une médaille d'argent (2011, sprint par équipes mixte) et deux médailles de bronze (2011 et 2015, relais) lors des Universiades.

## Palmarès

### Jeux olympiques
| Épreuve / Édition | Sprint | Sprint                           | 10 km                            | 10 km     | Skiathlon 2 × 7,5 km | 30 km | Relais | Relais   |
| Épreuve / Édition | libre  | classique                        | libre                            | classique | Skiathlon 2 × 7,5 km | 30 km | Sprint | 4 × 5 km |
| JO 2014 Sotchi    | 35e    | Épreuve inexistante à cette date | Épreuve inexistante à cette date | —         | —                    | —     | —      | —        |

Légende :
- : pas d'épreuve
- — : non disputée par Marion Buillet

### Coupe du monde
- Meilleur classement général : 81e en 2012.
- Meilleur résultat individuel : 11e.

#### Classements en Coupe du monde
| Année     | Classement général final | Classement sprint |
| 2011-2012 | 81e                      | 57e               |
| 2012-2013 | 118e                     | 76e               |
| 2013-2014 | 82e                      | 53e               |

### Universiades
- Médaille d'argent du sprint par équipes mixte en 2011 à Erzurum.
- Médaille de bronze du relais en 2011 et 2015 à Štrbské Pleso.

### Coupe OPA
- 4e du classement général en 2015.
- 5 podiums, dont 1 victoire.

### Championnats de France
Championne de France élite :
- Sprint : 2015 - 2017
- Relais : 2012